# Казура, Жан-Боско
Жан-Боско Казура (руанда , фр. и англ. Jean Bosco Kazura; род. 1963, Руанда) — руандийский военаначальник. Бывший начальник штаба обороны и глава федерации футбола Руанды.

## Биография
Жан-Боско Казура родился в 1963 году в Руанде. Его семью изгнали в Бурунди, где он получал образование. Окончил военное училище в Замбии в 1998 году, а затем в Нигерии в 2001-м.

## Карьера
В 1992 году присоединился к партии Руандийский патриотический фронт, в которой состоит до сих пор.
В 1994 году с патриотическим фронтом Руанды участвовал в военной компании против геноцида в Руанде. 
В 2006 году был выбран главой федерации футбола Руанды.
В 2013 году был назначен командующем силами МИНУСМА (Многоаспектная комплексная миссия Организации Объединенных Наций по стабилизации в Мали) из-за того, что Казура произвел большое впечатление во время интервью с комиссией ООН, и был описан глобальным органом как «военный гений с огромным опытом в поддержании мира».

7 февраля 2014 года при поддержки Нидерландов начал активные действия в Мали. 

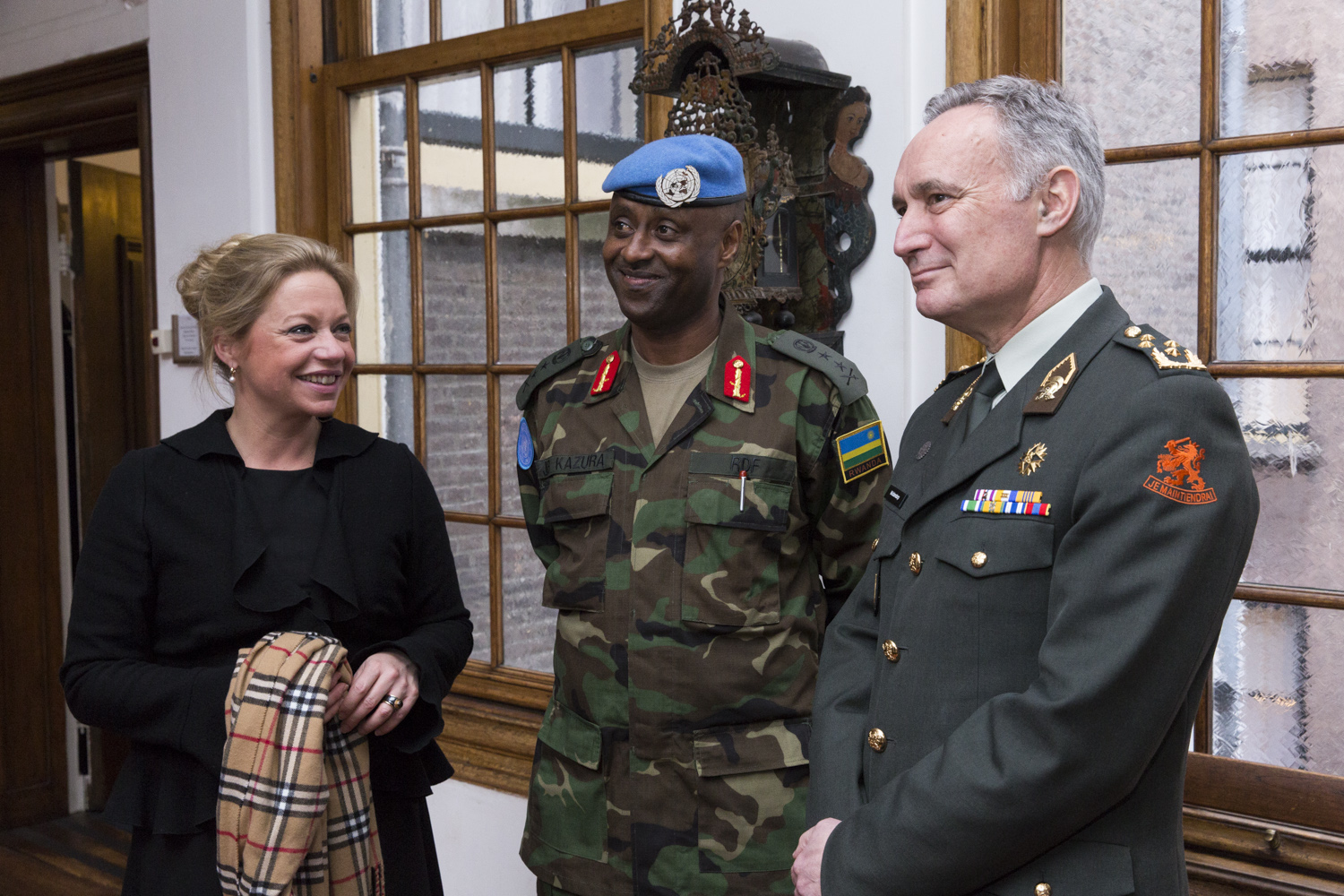
Казура и глава ВС Нидерландов Миддендорп, 7 февраля 2014 года

4 ноября 2019 года был назначен Главой штаба обороны Руанды и получил звание генарала-майора.
В 2020 году Жан-Боско посетил Россию в ходе выставки Армия-2020, где провёл двустороннюю встречу.

14 марта 2021 года Казура посетил Францию по приглашению Буркхарда Тьерри. 16 июля 2021 года Жан-Боско посетил Афины, Греция. Цель визита: укрепление сотрудничества между странами. Встреча прошла с генералом Флоросом.

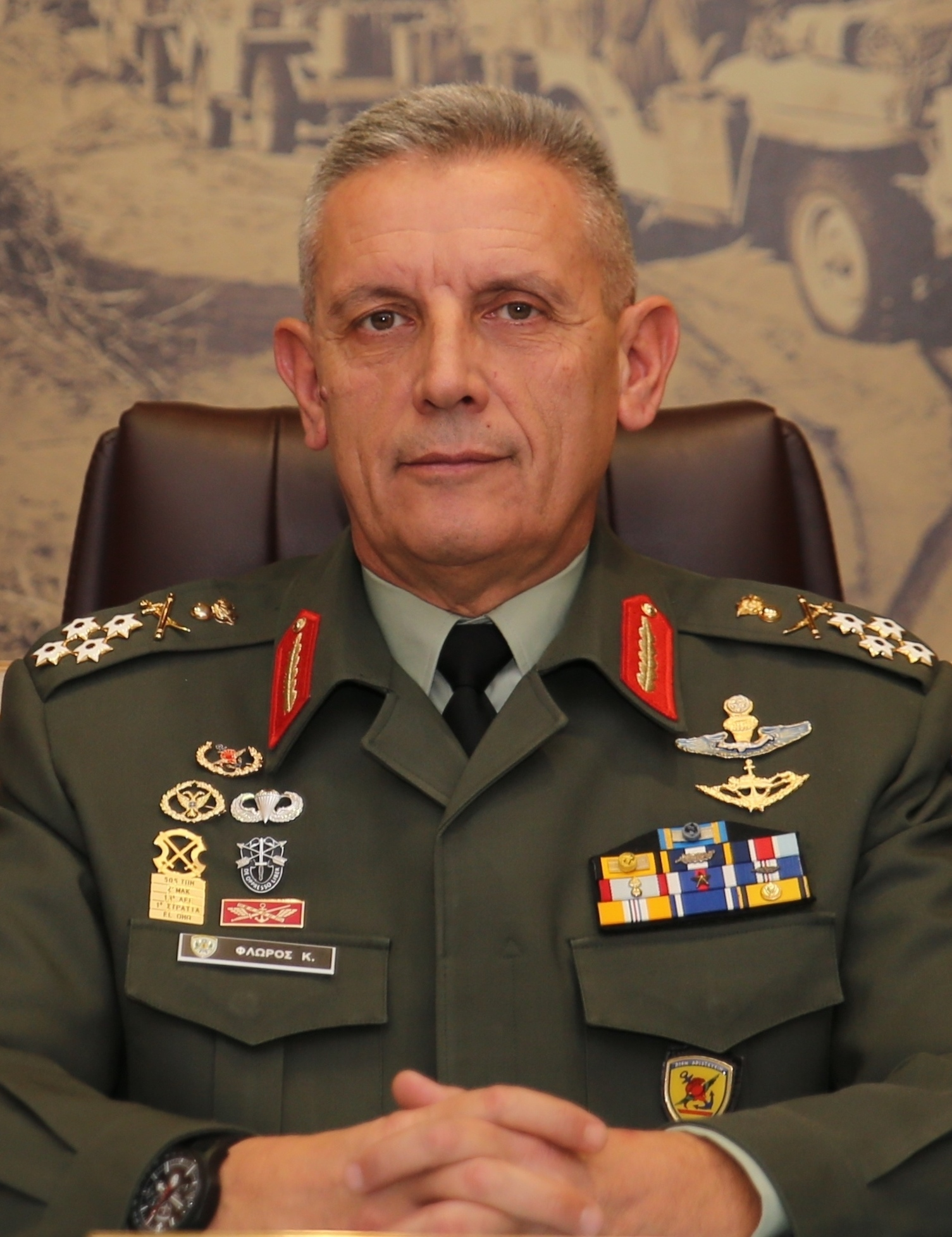
Генерал Флорос

В 2023 году Казуру посетил Польшу для обсуждения вторжения России на Украину и перспектив двустороннего сотрудничества. 5 июня 2023 года был уволен с должности, а вместо него пришёл Мубарах Мугангу.

## Конфликты
В 2010 году Казура выехал из Руанды в ЮАР на чемпионат мира. Но так как он являлся действующим офицером армии Казуру должен был получить разрешение на выезд из страны. Его отозвали, арестовали и посадили под домашний арест, но суд сжалился и освободил его.